# Мария-Ра

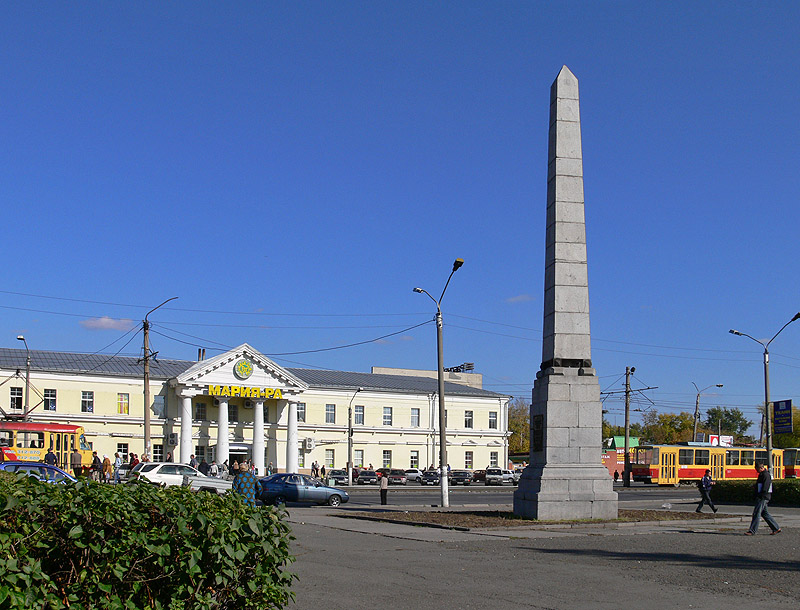
Магазин на Демидовской площади г. Барнаула.

Супермаркет «Мария-Ра» в р.п. Южный Алтайского края.

«Мария-Ра» — российская сеть розничных магазинов. Штаб-квартира находится в Барнауле, магазины — в городах Алтайского края, Республики Алтай, Новосибирской, Кемеровской и Томской областей.

## История
Сеть магазинов «Мария-Ра» названа в честь Марии Ракшиной, матери основателя сети Александра Фёдоровича Ракшина.
Первый магазин «Мария-Ра» был открыт в Барнауле в марте 1993 года на улице Советской, 3. Основной ассортимент изначально был овощи и фрукты. В начале 2000 года фирма насчитывала уже 20 магазинов в Барнауле и пригороде. Первый магазин самообслуживания открывается фирмой в феврале 2002 года. В дальнейшем «Мария-Ра» открывала только магазины самообслуживания, основной формат которых — «магазин у дома».
В ноябре 2002 года сеть выходит за пределы Барнаула, начав строительство крупнейшего торгового центра в городе Рубцовске площадью 8000 м². С 2005 года открываются магазины в других городах Алтайского края, а также в соседних регионах.

## Деятельность
По итогам 2009 года, компания «Мария-Ра» вошла в рейтинг крупнейших российских ретейлеров, заняв 28 место.
Выручка за 2014 год составила ▲57,6 млрд рублей. Компания находится на 81 месте в рейтинге крупнейших непубличных компаний России 2012 года журнала Forbes.
В 2019 ожидается прибыль близкой к +90 млрд р Группа компаний Ракшина заплатила налогов на почти 10 млрд р
На 2 декабря 2020 года торговая сеть «Мария-Ра» насчитывает 1187 магазинов в 259 населённых пунктах Алтайского края, Республики Алтай, Новосибирской, Томской и Кемеровской областях. Магазины сети ежедневно обслуживают более 1 000 000 покупателей. Крупнейший магазин сети находится в ТРК «Огни» в Барнауле.
В сентябре 2021 года был введен в эксплуатацию новый логистический комплекс в Кемерово стоимостью 2,2 млрд рублей. 
На 1 мая 2023 года в торговой сети Мария-Ра — 1324 магазина в 278 населенных пунктах, наибольшее количество магазинов работают в Кемеровской области (415) и Алтайском крае (408).
Часть продукции реализуется под собственными торговыми марками: «Коровкино», «Свежана», «Мария», «Плати меньше — живи лучше!», «Velada», «Lindo», «7 минут», «Мясной стандарт», «Пышкин дом»,«Овощата», и др.